# Kolonia Kniewo
Kolonia Kniewo [pronunciación en polaco: /kɔˈlɔɲa ˈkɲevɔ/] (en alemán: Kienbruch) es un pueblo ubicado en el distrito administrativo de Gmina Drawno, dentro del condado de Choszczno, Voivodato de Pomerania Occidental, en el noroeste de Polonia. Se encuentra a unos 2 kilómetros al oeste de Drawno, a 23 kilómetros al este de Choszczno, y a 80 kilómetros al este de la capital regional Szczecin.
Antes de 1945/1990 el área era parte de Alemania.